# 山田貞一
山田 貞一（やまだ ていいち、1896年 - 1971年2月28日）は、日本の企業創立者。

## 人物
1896年（明治30年）横浜市に生まれる。1897年6月1日生まれとする資料もあるが、父が小学校入学を前にして慌てて出生届を出した際の日付で実際には前年生まれとされている。儲け話に何度も乗せられた父の影響で貧乏な家庭の元で幼少期からシジミ売り・馬子・マッチのラベル貼りなどをしながら家計を支え、通常4年間の尋常小学校を7年間かけて卒業する。その後は芋問屋へ奉公に出る一方、仕事の合間に三田英語学校の夜学にも通う。
1917年（大正5年）に東京赤坂にある豊一自動車に就職した。1921年（大正10年）には独立し向島にて玉乃井タクシーを創業する。1935年（昭和10年）に東洋娯楽機製作所を設立した。　
1953年（昭和28年）には国産ローラーコースター「読売ロケットコースター」を花やしきに導入し、後に株式会社トーゴと社名変更し、遊戯機械の製造、かつての二子玉川園などの遊園地委託営業を行う。2004年（平成16年）小泉純一郎政権下、不良債権処理にて倒産した。
遊戯機械では、ジェットコースター製造が多く、Roller Coaster（浅草花やしき）、FUJIYAMA（富士急ハイランド）、バンデット（よみうりランド）、サイクロン（としまえん）、Big Apple Roller Coaster（ラスベガス New York New York）等がある。